# Farsø-stenen
Farsø-stenen er en runesten, fundet i Farsø i 1955. Stenen blev fundet under våbenhusets flisegulv i forbindelse med restaureringsarbejder. Her havde den ligget som tærskelsten foran norddøren. Det øverste højre stykke af stenen manglede, men et lille fragment med enkelte runer blev fundet i nærheden. Stenen har en meget ujævn overflade, hvilket gør det vanskeligt at læse indskriften. Nederst på stenen er der ristet et skib på tværs af stenen i hele stenes bredde.

## Indskrift
| Translitteration | : tu(s)(t)i : uk : ąsbiurn : rsþu : stin : þąnsi : (a)ft : tufa : bruþur : (s)(i)(n)/---… |
| Transskription   | Tosti ok Asbiorn resþu sten þænna æft Tofa, broþur sin/...                                |
| Oversættelse     | Toste og Asbjørn rejste denne sten efter Tue, bror (...) (deres bror?).                   |

Indskriften er ordnet i konturordning og begynder i stenens nederste højre hjørne. Runeristeren har ikke kunnet få plads til hele indskriften inden for konturordningen og har derfor placeret resten af indskriften uden for konturen i øverste højre hjørne, som er delvis afskallet.